# Herman Friedrich Voltmar
Herman Friedrich Voltmar (ca. 1707 – 6. maj 1782) var en tyskfødt musiker og komponist der levede i Danmark fra ca. 1711. Han var ældste søn af oboist Johan Voltmar. Hans 3 brødre Johan Foltmar, Christian Ulrik Foltmar og Christoffer Foltmar gjorde sig også gældende i det offentlige liv. De yngre brødre stavede deres navn Foltmar.
I en ung Alder kom Herman Friedrich Voltmar i hoffets tjeneste og blev lakaj hos kronprinsen, den senere Christian 6. I 1738 blev han hofviolon, det vil sige musiker i Det Kongelige Kapel. Ud over sin faste gage modtog han en del ekstrabetaling, hvilket tyder på, at han også har fungeret som solist i mere private sammenhænge ved hoffet. Ved siden af sit virke som musiker komponerede han og optrådte som lejlighedsdigter. Ved kronprins (den senere kong Frederik 5.) Frederiks bryllup leverede Voltmar et stort og pompøst epos på tysk.
I 1770 blev han som 63-årig afskediget fra Det Kgl. Kapel i forbindelse med Giuseppe Sartis omstrukturering af orkestret, men levede endnu 12 år som bosat i Bagsværd.
Af Voltmars musik kendes en sonate for fløjte, Nogle smukke Danske Synge-Arier og en Tysk trykt Advent Cantate som han selv skriver i en annonce i avisen ”Postrytteren” nr. 98 i 1756. I samme avis nr. 102 fra 1757 averteres med 2 nye Geistl. Cantata til Juul og Nytaars Dag og i ”Adresseavisen” 1765 nr. 12 et i Trykken udkommet gejstligt Syngespil, bestaaende af 12 Festarier, 4 smaa Sinfonier og 2 Recitativer. Et lille hæfte med hans sange findes på Det Kgl. Bibliotek: Einige Gjestlige Arien..